# Верх-Алеусский сельсовет
Верх-Алеусский сельсовет — сельское поселение в Ордынском районе Новосибирской области Российской Федерации.
Административный центр — село Верх-Алеус.

## История
Статус и границы сельского поселения установлены Законом Новосибирской области от 2 июня 2004 года № 200-ОЗ «О статусе и границах муниципальных образований Новосибирской области»

## Население
| 2002 | 2010 | 2012 | 2013 | 2014 | 2015 | 2016 |
| ---- | ---- | ---- | ---- | ---- | ---- | ---- |
| 1163 | ↘931 | ↗933 | ↗935 | ↘898 | ↘865 | ↗876 |
| 2017 | 2018 | 2019 | 2020 | 2021 |      |      |
| ↗880 | ↘876 | ↘863 | ↘843 | ↘810 |      |      |

## Состав сельского поселения
| № | Населённый пункт | Тип населённого пункта       | Население |
| - | ---------------- | ---------------------------- | --------- |
| 1 | Верх-Алеус       | село, административный центр | ↘679      |
| 2 | Новокузьминка    | деревня                      | ↘252      |